# Куртизол
Куртизол (фр. Courtisols) насеље је и општина у североисточној Француској у региону Шампањ-Арден, у департману Марна која припада префектури Шалонс ан Шампањ.
По подацима из 2011. године у општини је живело 2525 становника, а густина насељености је износила 38,48 становника/km². Општина се простире на површини од 65,62 km². Налази се на средњој надморској висини од 141 метар.

## Демографија
| 1962. | 1968. | 1975. | 1982. | 1990. | 1999. | 2011. |
| ----- | ----- | ----- | ----- | ----- | ----- | ----- |
| 1.237 | 1.287 | 1.615 | 2.202 | 2.400 | 2.586 | 2.525 |

График промене броја становника у току последњих година